# Auxa lineolata
Auxa lineolata là một loài bọ cánh cứng trong họ Cerambycidae.